# Laurence Olivier Award for Best Director of a Play
Der Laurence Olivier Award for Best Director of a Play (deutsch: Laurence Olivier Auszeichnung für den besten Regisseur eines Theaterstücks) war ein britischer Theater- und Musicalpreis, der von 1991 bis 1995 vergeben wurde.

## Geschichte und Hintergrund
Die Laurence Olivier Awards werden seit 1976 jährlich in zahlreichen Kategorien von der Society of London Theatre vergeben. Sie gelten als höchste Auszeichnung im britischen Theater und sind vergleichbar mit den Tony Awards am amerikanischen Broadway. Ausgezeichnet werden herausragende Darsteller und Produktionen einer Theatersaison, die im Londoner West End zu sehen waren. Die Nominierten und Gewinner der Laurence Olivier Awards „werden jedes Jahr von einer or Gruppe angesehener Theaterfachleute, Theaterkoryphäen und Mitgliedern des Publikums ausgewählt, die wegen ihrer Leidenschaft für das Londoner Theater“ bekannt sind. Einer der Auszeichnungen war der Laurence Olivier Award for Best Director of a Play. Der Preis wurde erstmals 1991 vergeben, gemeinsam mit der Auszeichnung Laurence Olivier Award for Best Director of a Musical. Beide Auszeichnungen erfolgten letztmals 1995, danach wurde wieder der Laurence Olivier Award for Best Director vergeben.

## Gewinner und Nominierte
Die Übersicht der Gewinner und Nominierten listet die nominierten Regisseure und Produktionen. Der Gewinner eines Jahres ist grau unterlegt und fett angezeigt.

### 1991–1995
| Jahr             | Regisseur                         | Produktion                       |
| 1991             |                                   |                                  |
| ---------------- | --------------------------------- | -------------------------------- |
| 1991             | David Thacker                     | Pericles, Prince of Tyre         |
| 1991             | Richard Eyre                      | Richard III. und White Chameleon |
| 1991             | Nicholas Hytner                   | The Wind in the Willows          |
| 1991             | Patrick Mason                     | Dancing at Lughnasa              |
| 1992             |                                   |                                  |
| Deborah Warner   | Hedda Gabler                      |                                  |
| Declan Donnellan | Angels in America                 |                                  |
| Ian Judge        | The Comedy of Errors              |                                  |
| Sean Mathias     | Uncle Vanya                       |                                  |
| 1993             |                                   |                                  |
| Stephen Daldry   | An Inspector Calls                |                                  |
| Simon McBurney   | The Street of Crocodiles          |                                  |
| Sam Mendes       | The Rise and Fall of Little Voice |                                  |
| Adrian Noble     | Henry IV.                         |                                  |
| 1994             |                                   |                                  |
| Stephen Daldry   | Machinal                          |                                  |
| Phyllida Lloyd   | Hysteria                          |                                  |
| Adrian Noble     | The Winter’s Tale                 |                                  |
| Trevor Nunn      | Arcadia                           |                                  |
| 1995             |                                   |                                  |
| Declan Donnellan | As You Like It                    |                                  |
| Sean Mathias     | Les Parents terribles             |                                  |
| Simon McBurney   | The Three Lives of Lucie Cabrol   |                                  |
| Katie Mitchell   | Ghosts                            |                                  |